# عصيباء مبوغة نجمية
عصيباء مبوغة نجمية (الاسم العلمي:Neurospora stellata) هي نوع من الفطريات تتبع جنس العصيباء المبوغة من الفصيلة السوردارية.